# Luis Solana Madariaga
Luis Solana Madariaga (Madrid, 18 de desembre de 1935) és un polític i empresari espanyol.

## Biografia
Nascut a Madrid el 18 de desembre de 1935, Luis Solana és renebot de l'escriptor i diplomàtic espanyol Salvador de Madariaga, net del pedagog Ezequiel Solana, fill d'un professor de química i germà del també polític Javier Solana; ha estat un destacat membre del Partit Socialista Obrer Espanyol. La seva família ha estat molt relacionada amb la Universitat i la cultura.
Després de llicenciar-se en Dret a Madrid i estudiar Economia d'empresa a Londres i París va treballar en el sector de la banca, concretament al Banco Urquijo. També va treballar en un bufet d'advocats. La seva activitat política es remunta als anys cinquanta, i en 1959 va ser condemnat a tres anys de presó com a dirigent de l'Agrupació Socialista Universitària de Madrid.
Fou escollit diputat per la província de Segòvia a les eleccions generals espanyoles de 1977, 1979 i 1982, i va formar part de les comissions d'economia, hisenda i pressupostos del Congrés dels Diputats. Va dimitir de diputat al desembre de 1982, per a fer-se càrrec de la presidència de la companyia Telefónica. El seu mandat es va caracteritzar per l'inici de la internacionalització de la companyia. Exerceix el càrrec fins al 13 de gener de 1989, moment en el qual és nomenat director general de Radiotelevisió espanyola en substitució de Pilar Miró.
El 1990 abandona RTVE. Des d'aquesta data s'ha dedicat a l'empresa privada: des de 1991 ha presidit Inversionrs Graminsa, empresa dedicada a la inversió en companyies de noves tecnologies, i entre 2004 i 2006 va ser designat conseller independent de l'empresa de tecnologies de la informació Ezentis. Companyies del grup han estat presents s Espanya, Argentina, i Xile, en camps de telecomunicacions i informàtica.
Està condecorat amb la Medalla al Mèrit Constitucional, la Creu d'Or de la Creu Roja, Gran Creu al Mèrit Naval, la Creu de Plata de la Guàrdia Civil i Guàrdia Civil Honorari.
Manté un bloc amb el títol "Debate tras la línea roja". Recentment s'ha presentat en les llistes del PSOE de Nerja (Màlaga). És president de l'Observatori Europeu de Seguretat i Defensa.